# Cheongsam

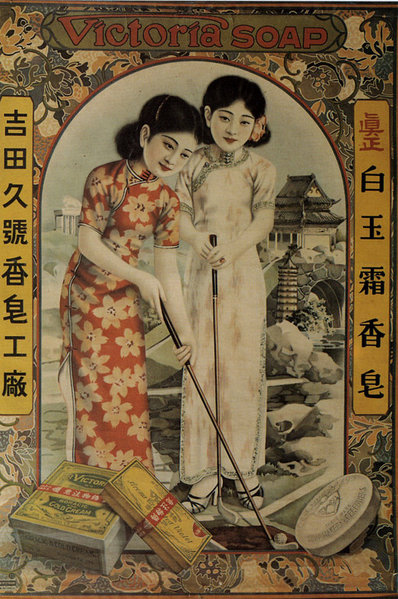
Două femei tinere in moda anilor 1930.

Cheongsam (chineză 長衫 / 长衫, Pinyin chángshān 'rochie lungă') sau Qipao (chineză 旗袍, Pinyin qípáo, W.-G. ch 'i-p' ao) este o îmbrăcăminte populară  din China, pentru femei, în special în secolul al XX-lea cu caracteristici tipice:
- guler înalt, închis,
- lungime până la gleznă,
- nasturi sau mod de fixare pe umăr
- și șliț pe părțile laterale.

Este realizat din materiale fine precum mătase sau satin, cu un consum scăzut  de material.
Cheongsam, nu este, cu toate acestea, de asemenea și în China, o îmbrăcăminte de zi cu zi, ci una pentru ocazii speciale.

## Origini
Numele de "Cheongsam" (長衫), adoptat în limba engleză, care înseamnă rochie lunga, vine din limba cantoneză (Jyutping: coeng4 saam1). În alte Părți ale Chinei, este numită, de asemenea, "Qipao" (旗袍). Acest nume vine din perioada Manchu, a dinastiei Qing. Manchu a împărțit populația în bannere (旗, qí), și oamenii s-au numit "banner" (旗人, qírén). Rochia purtată, de obicei, de femeile Manchu, a fost numită acum "rochie banner" (qipao). În timp ce bărbații chinezi Han au preluat Changshan, de la manciurienii, Han femeile Han din China, a continuat să poarte îmbrăcăminte tradițională, din două piese, compusă din sacou și pantaloni. După revoluția din 1911, dinastia Manchu s-a încheiat, dezvoltându-se din Qipao original, o rochie nouă, care pentru femeile din China este foarte populară.

## Qipao modern

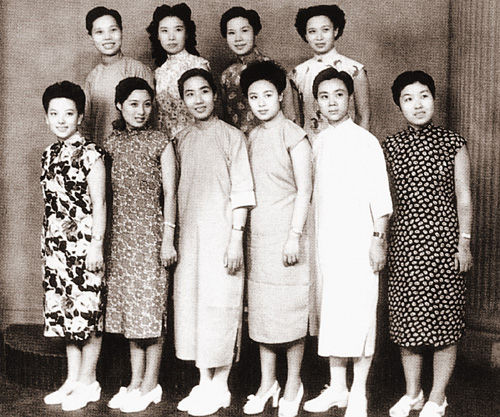
Moda Qipao, 1947

Qipao original, așa cum a fost înainte de revoluție, a fost purtat lung cu tăietură. Forma modernă, care a apărut în Shanghai, anii  în1920, accentuează silueta. Acesta combină elemente tradiționale ale rochiei Manchu, cu forma unei rochii dintr-o singură bucată. Cu toate acestea, primele versiuni moderne Qipaos sunt încă tăiate relativ lejer, și amintesc de Changshan.
Înainte de Revoluție, Changshan dintr-o bucată, a fost mult timp rezervat doar pentru bărbați. În primii ani ai Republicii Populare Chineze, s-a promovat tot mai mult emanciparea femeilor, cum ar fi mișcarea pentru o Nouă cultură. 
Studente tinere purtau Qipao ca un semn de egalitate în drepturi. Autoarea Eileen Chang a spus: "mai întâi, femeile au început să poarte această îmbrăcăminte, deoarece acestea au vrut să pară bărbați". Personalități importante precum Song Qingling și Cântec Meiling au purtat Qipao.
Guvernul Republicii China a admis în 1929, Qipao, ca unul din cele doua piese de îmbrăcăminte oficiale pentru femei în codul lor vestimentar.
Perioada de înflorire pentru Qipao au fost anii 1930. Mai târziu formele diferă în principal în lungime și țesătură.
După 1949, comuniștii din China au preluat puterea, iar mulți croitori din Shanghai și s-a stabilit în Hong Kong. Qipao a rămas acolo ca o îmbrăcăminte de zi cu zi, foarte populară, până în anii 1950..
Până astăzi, Qipao este o îndrăgită piesă de îmbrăcăminte pentru ocazii oficiale. Qipao este purtat, de exemplu, la nunti ca una dintre rochii. De asemenea, Qipao este utilizat pe scară largă, de angajatele din restaurant sau hotel, ca îmbrăcăminte de lucru reprezentativă.

## Qipao în arta
Regizorul Wong Kar-Wai a pus memorial, Qipao, în filmul său In the Mood for Love. Actrița Maggie Cheung poartă în aproape fiecare scenă, o altă rochie. Un total de 46 de rochii au fost făcute pentru film. Cu toate acestea, nu toate s-au văzut în film.

## Literatură
Yang, Chui Chu: The meanings of qipao as traditional dress: Chinese and Taiwanese perspectives, Hârtie 15604, Universitatea de Stat din Iowa, 2007, OCLC 298354463.